# Dominique Davray
Pour les articles homonymes, voir Gournay et Davray.
Dominique Davray est une actrice française, née le 27 janvier 1919 dans le 6e arrondissement de Paris et morte le 16 août 1998 dans le 19e arrondissement de Paris.

## Biographie
Dominique Davray naît sous le nom d'état civil de Marie-Louise Gournay. Elle épouse Lucien Létot le 15 décembre 1938 à la mairie du 12e arrondissement de Paris et en divorce le 5 juillet 1943.
Elle fait ses débuts au cinéma à la fin des années 1940. Elle joue des rôles secondaires, incarnant les femmes accortes ou légères, mais au caractère bien trempé.
On la remarque dans le rôle de Julie auprès de Simone Signoret dans Casque d'Or de Jacques Becker (1952), en inénarrable « Alsacienne en costume » dans Les Espions de Henri-Georges Clouzot (1957), en « gouvernante fataliste » auprès de Corinne Marchand dans Cléo de 5 à 7 d’Agnès Varda (1962), puis dans le rôle de Madame Mado dans Les Tontons flingueurs de Georges Lautner (1963).
Elle traverse aussi d'autres films marquants, tels Touchez pas au grisbi de Becker, La Main au collet d'Alfred Hitchcock, Cartouche de Philippe de Broca ou Les Valseuses de Bertrand Blier.
Du milieu des années 1960 jusqu’aux années 1970, et l’âge venant, ses emplois se modifient et elle joue les femmes mûres de caractère, qu’elles soient religieuses, infirmières, concierges, prostituées ou encore fermières, comme son rôle de « la patronne » de ferme dans L'Espagnol, téléfilm en deux parties de Jean Prat en 1967, aux côtés de Jean-Claude Rolland.
Elle tient de nombreux petits rôles dans bon nombre de comédies, notamment aux côtés de Louis de Funès, pour plusieurs scènes devenues cultes, des Grandes vacances à L'Aile ou la cuisse, en passant par Le Tatoué (où elle joue son épouse), Le Gendarme se marie et Le Gendarme en balade.
Après avoir personnifié « Gilette La Charonne » dans Notre-Dame de Paris de Jean Delannoy en 1956, elle apparaît pour la dernière fois au cinéma en incarnant un autre personnage de Victor Hugo : « La Magnon », dans la version des Misérables de Robert Hossein (1982).

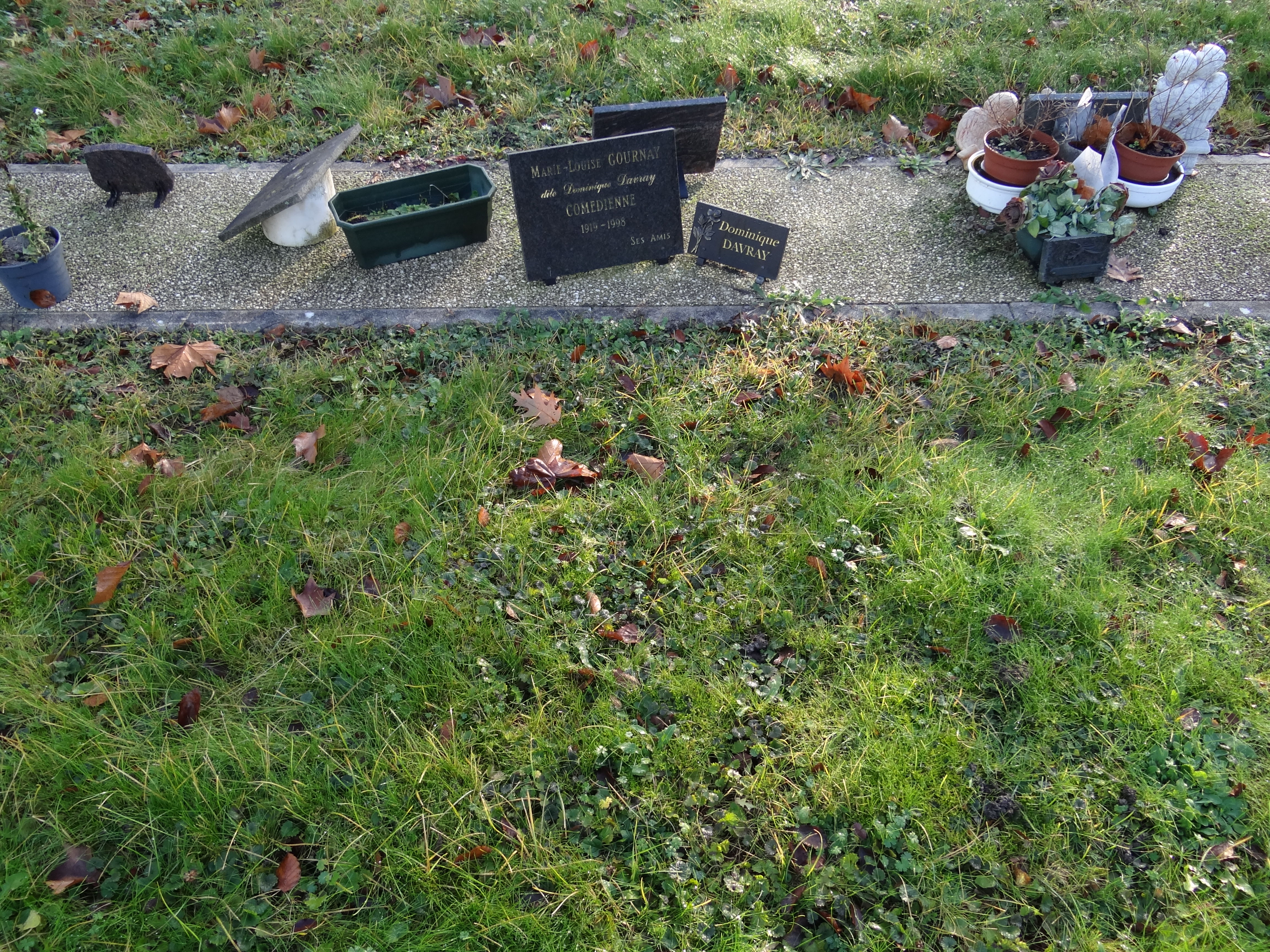
La tombe de Dominique Davray au cimetière parisien de Pantin (Seine-Saint-Denis).

Elle meurt le 16 août 1998 à 79 ans et est inhumée sous une simple plaque au sein de la 153e division du cimetière parisien de Pantin.
Elle fut la compagne de l'acteur Albert Rémy.

## Filmographie

### Cinéma
- 1941 : Romance de Paris de Jean Boyer : non créditée
- 1942 : La Duchesse de Langeais de Jacques de Baroncelli : une grisette (non créditée)
- 1948 : L'assassin est à l'écoute de Raoul André : non créditée
- 1948 : Le Diable boiteux de Sacha Guitry : non créditée
- 1948 : Les Dieux du dimanche de René Lucot : non créditée
- 1948 : Le Secret de Monte-Cristo d'Albert Valentin
- 1949 : La Cage aux filles de Maurice Cloche : une élève du cours
- 1949 : On n'aime qu'une fois de Jean Stelli
- 1950 : Ma pomme de Marc-Gilbert Sauvajon
- 1950 : Les Mémoires de la vache Yolande d'Ernst Neubach
- 1950 : Le Passe-Muraille de Jean Boyer : un mannequin
- 1951 : Identité judiciaire d'Hervé Bromberger : une fille qui passe à la fouille
- 1952 : Casque d'Or de Jacques Becker : Julie
- 1952 : Suivez cet homme de Georges Lampin : Mme Fernande
- 1953 : Les Compagnes de la nuit de Ralph Habib : une prostituée (non créditée)
- 1953 : Piédalu député de Jean Loubignac : l'amie de Bardivol
- 1953 : La Rage au corps de Ralph Habib : Margot, la plongeuse de la cantine
- 1953 : Un acte d'amour (Act of love) d'Anatole Litvak : une prostituée (non créditée)
- 1953 : Flukt fra paradiset de Toralf Sandø : une fille de la rue
- 1954 : Papa, Maman, la Bonne et moi de Jean-Paul Le Chanois : la bouchère
- 1954 : Touchez pas au grisbi de Jacques Becker : une prostituée
- 1954 : Pas de souris dans le bizness d'Henry Lepage : Marcelle
- 1955 : La Main au collet (To Catch a Thief) d'Alfred Hitchcock : Antoinette (non créditée)
- 1955 : Rencontre à Paris de Georges Lampin : rôle inconnu
- 1956 : Marie-Antoinette reine de France de Jean Delannoy : une prisonnière
- 1956 : Notre-Dame de Paris de Jean Delannoy : Gilette La Charonne
- 1957 : Les Espions d'Henri-Georges Clouzot : « l'Alsacienne »
- 1957 : Filles de nuit de Maurice Cloche : Isma
- 1957 : La Tour, prends garde ! de Georges Lampin : une invitée de Taupin (non créditée)
- 1958 : Maigret tend un piège de Jean Delannoy : Marguerite Juteau, la première victime
- 1958 : Méfiez-vous fillettes d'Yves Allégret : Arlette
- 1958 : Le Grand Chef d'Henri Verneuil : la voisine d'en face
- 1959 : Guinguette de Jean Delannoy : une amie de Guinguette
- 1958 : Prisons de femmes de Maurice Cloche : une collègue d'Alice
- 1958 : Sous la terreur (A Tale of Two Cities) de Ralph Thomas : non créditée
- 1959 : La Main chaude de Gérard Oury : la fille des rues
- 1960 : Boulevard de Julien Duvivier : Catherine, la prostituée ivre (non créditée)
- 1960 : Terrain vague de Marcel Carné : la mère de Dan
- 1961 : Le Bateau d'Émile (Le Homard flambé) de Denys de La Patellière : la patronne du Mistigris
- 1961 : Fanny de Joshua Logan : une marchande de poissons (non créditée)
- 1961 : Par-dessus le mur de Jean-Paul Le Chanois : une mère
- 1961 : Le Tracassin ou Les Plaisirs de la ville d'Alex Joffé : la concierge de Loriot
- 1962 : Cartouche de Philippe De Broca : une fille de l'auberge
- 1962 : Cléo de 5 à 7 d'Agnès Varda : Angèle, la gouvernante de Cléo
- 1962 : Un cheval pour deux de Jean-Marc Thibault : la crémière
- 1962 : Comment réussir en amour de Michel Boisrond : Joséphine
- 1962 : Du mouron pour les petits oiseaux de Marcel Carné : la patronne de « L'Aquarium »
- 1963 : Mélodie en sous-sol d'Henri Verneuil : Léone
- 1963 : Coplan prend des risques de Maurice Labro : une prostituée
- 1963 : Les Tontons flingueurs de Georges Lautner : Madame Mado
- 1963 : Trois de perdues (Tre piger i Paris) de Gabriel Axel
- 1964 : Cent Briques et des tuiles de Pierre Grimblat : Poulaine
- 1965 : Les Bons Vivants, film à sketches de Gilles Grangier, épisode La Fermeture : Madame Blanche
- 1965 : Paris au mois d'août de Pierre Granier-Deferre : une amie
- 1965 : Pas de caviar pour tante Olga de Jean Becker
- 1965 : Piège pour Cendrillon d'André Cayatte : la concierge
- 1965 : La Tête du client de Jacques Poitrenaud : une cliente du docteur Tannait
- 1967 : Les Grandes Vacances de Jean Girault : Rose
- 1967 : La Puce à l'oreille (A Flea in Her Ear) de Jacques Charon : Olympe Ferraillon
- 1968 : Le Gendarme se marie de Jean Girault : la femme du professeur de danse
- 1968 : Le Tatoué de Denys de La Patellière : Suzanne Mézeray
- 1970 : Le Gendarme en balade de Jean Girault : la religieuse « forte »
- 1971 : Églantine de Jean-Claude Brialy : la marchande de casquettes
- 1972 : Les Volets clos de Jean-Claude Brialy : Victoire
- 1974 : Les Valseuses de Bertrand Blier : Suzanne (dite « Ursula »), la dame harcelée
- 1974 : L'Éducation amoureuse de Valentin de Jean L'Hôte : la femme du coiffeur
- 1975 : Calmos de Bertrand Blier : une employée du laboratoire
- 1976 : L'Aile ou la Cuisse de Claude Zidi : l'infirmière musclée
- 1976 : Le Chasseur de chez Maxim's de Claude Vital : la tante
- 1976 : Le Gang de Jacques Deray : la prostituée
- 1976 : Le Trouble-fesses de Raoul Foulon : Angèle
- 1979 : Nous maigrirons ensemble de Michel Vocoret
- 1982 : Les Misérables de Robert Hossein : La Magnon

## Théâtre
- 1953 : Le Dindon de Georges Feydeau, mise en scène Jean Meyer, théâtre des Célestins
- 1956 : L'Œuf de Félicien Marceau, mise en scène André Barsacq, théâtre de l'Atelier : Rose
- 1959 : L'Œuf de Félicien Marceau, mise en scène André Barsacq, théâtre des Célestins : Rose
- 1962 : L'Orchestre de Jean Anouilh, mise en scène Jean Anouilh et Roland Piétri, Comédie des Champs-Élysées : Madame Hortense
- 1964 : Turcaret d'Alain-René Lesage, mise en scène Jean-Laurent Cochet, théâtre de l'Ambigu
- 1967 : La Puce à l'oreille de Georges Feydeau, mise en scène Jacques Charon, théâtre Marigny : Olympe Ferraillon
- 1975 : Turcaret d'Alain-René Lesage, mise en scène Serge Peyrat, théâtre de la Ville
- 1980 : Deburau de Sacha Guitry, mise en scène Jacques Rosny,   théâtre Édouard-VII